# 美空ひばり 全曲集 一本の鉛筆
『美空ひばり 全曲集 一本の鉛筆』（ミソラヒバリ ゼンキョクシュウ イッポンノエンピツ）は、美空ひばりのベスト・アルバム。2022年11月23日に日本コロムビアから発売された。

## 解説
- 毎年発売されている全曲集シリーズの2022年盤。
- トラック2〜トラック7はシングル・バージョンではない。

## 収録曲
1. 一本の鉛筆
2. 悲しき口笛
3. 東京キッド
4. リンゴ追分
5. お祭りマンボ
6. 津軽のふるさと
7. 港町十三番地
8. 柔
9. 悲しい酒 (セリフ入り)
10. みだれ髪
11. 真赤な太陽
12. 人生一路
13. 愛燦燦
14. 川の流れのように
15. 歌は我が命
16. 東京タワー
17. 東京ブギウギ